# Leptaegeria schreiteri
Leptaegeria schreiteri is een vlinder uit de familie wespvlinders (Sesiidae), onderfamilie Sesiinae.
Leptaegeria schreiteri is voor het eerst wetenschappelijk beschreven door Köhler in 1941. De soort komt voor in het Neotropisch gebied.